# Denkmäler der Volksrepublik China (Anhui)
Die folgende Tabelle bietet eine Übersicht zu sämtlichen Denkmälern der Provinz Anhui (Abk. Wan), die auf der Denkmalliste der Volksrepublik China stehen:
| Name                                                                                                  | Beschluss | Kreis/Ort              | siehe (auch) | Bild |
| --- | --------- | ---------------------- | --- | ---- |
| Xinsijun junbu jiuzhi 新四军军部旧址                                                                  | 1-27      | Jing xian 泾县         | Ehemaliges Hauptquartier der Neuen Vierten Armee (1938–41) (Kreis Jing)                                                            |      |
| Ming zhongdu huang gucheng ji Huangling shike 明中都皇故城及皇陵石刻                                  | 2-55      | Fengyang xian 凤阳县   | Stätte der Kaiserstadt und Steinskulpturen des Huangling-Mausoleums in der Mittleren Hauptstadt der Ming-Dynastie (Kreis Fengyang) |      |
| Quebei 芍陂                                                                                           | 3-53      | Shou xian 寿县         | Quebei-Bewässerungsprojekt (Anfeng-Teich) (Kreis Shou)                                                                             |      |
| Longchuan Hushi zongci 龙川胡氏宗祠                                                                   | 3-84      | Jixi xian 绩溪县       | Ahnenhalle der Familie Hu in Longchuan (Kreis Jixi)                                                                                |      |
| Qiankou minzhai 潜口民宅                                                                              | 3-88      | Huangshan shi 黄山市   | Bürgerhäuser von Qiankou (Huangshan)                                                                                               |      |
| Xu Guo shifang 许国石坊                                                                               | 3-102     | She xian 歙县          | Xu-Guo-Gedächtnisbogen (Kreis She)                                                                                                 |      |
| Huaxilou 花戏楼                                                                                       | 3-131     | Bozhou shi 亳州市      | Huaxilou (Bozhou) |      |
| Guangjiao si shuang ta 广教寺双塔                                                                     | 3-145     | Xuancheng shi 宣城市   | Doppelpagoden des Guangjiao-Tempels (Xuancheng)                                                                                    |      |
| Hexian yuanren yizhi 和县猿人遗址                                                                     | 3-184     | He xian 和县           | Stätte des Hexian-Menschen (Kreis He)                                                                                              |      |
| Xuejiagang yizhi 薛家岗遗址                                                                           | 4-9       | Qianshan xian 潜山县   | Stätte von Xuejiagang (Neolithikum) (Kreis Qianshan)                                                                               |      |
| Dagongshan - Fenghuangshan tongkuang yizhi 大工山—凤凰山铜矿遗址                                      | 4-27      | Nanling xian 南陵县    | Stätten der Kupferbergwerke von Dagongshan und Fenghuangshan (Kreis Nanling)                                                       |      |
| Tangyue shipai fangqun 棠樾石牌坊群                                                                   | 4-141     | She xian 歙县          | Ehrenbögen in Tangyue (Kreis She)                                                                                                  |      |
| Laowu ge ji Lürao ting 老屋阁及绿绕亭                                                                 | 4-142     | Huangshan shi 黄山市   | Laowuge-Residenz und Lürao-Pavillon (Huangshan)                                                                                    |      |
| Luo Dongshu ci 罗东舒祠                                                                               | 4-143     | Huangshan shi 黄山市   | Luo-Dongshu-Ahnentempel (Huangshan)                                                                                                |      |
| Dujiang zhanyi zong qianwei jiuzhi 渡江战役总前委旧址                                                 | 4-248     | Feidong xian 肥东县    | The Site of the Former General Front Committee for the Crossing-the-Yangtze Campaign (in Yaogang, Kreis Feidong)                   |      |
| Chenshan yizhi 陈山遗址                                                                               | 5-44      | Xuancheng shi 宣城市   | Chenshan-Stätte (Xuancheng) |      |
| Lingjiatan yizhi 凌家滩遗址                                                                           | 5-45      | Hanshan xian 含山县    | Lingjiatan-Stätte (Kreis Hanshan)                                                                                                  |      |
| Yuchisi yizhi 尉迟寺遗址                                                                              | 5-46      | Mengcheng xian 蒙城县  | Yuchi-Tempel-Stätte (Neolithikum, Kreis Mengcheng)                                                                                 |      |
| Shouchun cheng yizhi 寿春城遗址                                                                       | 5-47      | Shou xian 寿县         | Stätte der Chu-Stadt Shouchun aus der Zeit der Streitenden Reiche (Kreis Shou)                                                     |      |
| Shouzhou yao yizhi 寿州窑遗址                                                                         | 5-48      | Huainan shi 淮南市     | Stätte des Shouzhou-Brennofens (Huainan)                                                                                           |      |
| Liuzi yunhe matou yizhi 柳孜运河码头遗址                                                              | 5-49      | Suixi xian 濉溪县      | Stätte der Werft am Kaiserkanal in Liuzi (Kreis Suixi)                                                                             |      |
| Fanchang yao yizhi 繁昌窑遗址                                                                         | 5-50      | Fanchang xian 繁昌县   | Stätte der Fanchang-Brennöfen (Kreis Fanchang)                                                                                     |      |
| Wannan tudun muqun 皖南土墩墓群                                                                       | 5-164     | Nanling xian 南陵县    | Erdhügelgräber von Süd-Anhui (Westliche Zhou-Dynastie bis Frühlings- und Herbstperiode) (Kreis Nanling)                            |      |
| Caoshi jiazu qumun 曹氏家族墓群                                                                       | 5-165     | Bozhou shi 亳州市      | Gräber des Klans der Familie Cao (Bozhou)                                                                                          |      |
| Zhu Ran jiazu mudi 朱然家族墓地                                                                       | 5-166     | Ma'anshan shi 马鞍山市 | Gräber des Klans der Familie von Zhu Ran (Ma’anshan)                                                                               |      |
| Shuixi shuang ta 水西双塔                                                                             | 5-314     | Jing xian 泾县         | Shuixi-Doppelpagoden (Kreis Jing)                                                                                                  |      |
| Bozhou gu didao 亳州古地道                                                                            | 5-315     | Bozhou shi 亳州市      | Alte Kriegstunnel von Bozhou (Cao Cao) (Bozhou)                                                                                    |      |
| Baiyazhai 白崖寨                                                                                      | 5-316     | Susong xian 宿松县     | Baiyazhai (Kreis Susong) |      |
| Chengshi sanzhai 程氏三宅                                                                             | 5-317     | Huangshan shi 黄山市   | Drei Häuser der Familie Cheng (Huangshan)                                                                                          |      |
| Chengkancun gu jianzhuqun 呈坎村古建筑群                                                              | 5-318     | Huangshan shi 黄山市   | Alte Architektur des Dorfes Chengkancun (Huangshan)                                                                                |      |
| Yuliang ba 渔梁坝                                                                                     | 5-319     | She xian 歙县          | Yuliang-Damm (Kreis She) |      |
| Hongcun gu jianzhuqun 宏村古建筑群                                                                    | 5-320     | Yi xian 黟县           | Alte Architektur des Dorfes Hongcun (Kreis Yi)                                                                                     |      |
| Xidi cun gu jianzhuqun 西递村古建筑群                                                                 | 5-321     | Yi xian 黟县           | Alte Architektur des Dorfes Xidi (Kreis Yi)                                                                                        |      |
| Shouxian gu chengqiang 寿县古城墙                                                                     | 5-322     | Shou xian 寿县         | Alte Stadtmauer von Shou (Kreis Shou)                                                                                              |      |
| Chaji gu jianzhuqun 查济古建筑群                                                                      | 5-323     | Jing xian 泾县         | Alte Architektur von Chaji (Kreis Jing)                                                                                            |      |
| Tianzhushan shangu liuquan moya shike 天柱山山谷流泉摩崖石刻                                          | 5-452     | Qianshan xian 潜山县   | Steinschnitzereien im Fels des Tales des Tianzhu-Gebirges (Kreis Qianshan)                                                         |      |
| Renzi dong yizhi 人字洞遗址                                                                           | 6-93      | Fanchang xian 繁昌县   | Stätte der Renzidong-Höhle (Kreis Fanchang)                                                                                        |      |
| Linhuan chengzhi 临涣城址                                                                             | 6-94      | Suixi xian 濉溪县      | Stätte der alten Stadt Linhuan (Kreis Suixi)                                                                                       |      |
| Li Bai mu 李白墓                                                                                      | 6-252     | Dangtu xian 当涂县     | Grab von Li Bai (Kreis Dangtu) |      |
| Mengcheng Wanfota 蒙城万佛塔                                                                          | 6-567     | Mengcheng xian 蒙城县  | Zehntausend-Buddha-Pagode von Mengcheng (Kreis Mengcheng)                                                                          |      |
| Xucun gu jianzhuqun 许村古建筑群                                                                      | 6-568     | She xian 歙县          | Alte Architektur des Dorfes Xucun (Kreis She)                                                                                      |      |
| Qimen gu xitai 祁门古戏台                                                                             | 6-569     | Qimen xian 祁门县      | Alte Bühne von Qimen (Kreis Qimen)                                                                                                 |      |
| Nanpingcun gu jianzhuqun 南屏村古建筑群                                                               | 6-570     | Yi xian 黟县           | Alte Architektur des Dorfes Nanpingcun (Kreis Yi)                                                                                  |      |
| Jiangcun gu jianzhuqun 江村古建筑群                                                                   | 6-571     | Jingde xian 旌德县     | Alte Architektur des Dorfes Jiangcun (Kreis Jingde)                                                                                |      |
| Zhenfeng ta 振风塔                                                                                    | 6-572     | Anqing shi 安庆市      | Zhenfeng-Pagode (Anqing) |      |
| Xitou Sanhuaitang 溪头三槐堂                                                                          | 6-573     | Xiuning xian 休宁县    | Sanhuaitang in Xitou (Kreis Xiuning)                                                                                               |      |
| Zheng shi zingci 郑氏宗祠                                                                             | 6-574     | She xian 歙县          | Ahnentempel der Familie Zheng (Kreis She)                                                                                          |      |
| Zhushan shuyuan 竹山书院                                                                              | 6-575     | She xian 歙县          | Zhushan-Akademie (Kreis She) |      |
| Huangtiancun gu jianzhuqun 黄田村古建筑群                                                             | 6-576     | Jing xian 泾县         | Alte Architektur im Dorf Huangtiancun (Kreis Jing)                                                                                 |      |
| Shitaishidi 世太史第                                                                                  | 6-577     | Anqing shi 安庆市      | Shitaishidi - Ehemaliger Wohnsitz von Zhao Puchu (Anqing)                                                                          |      |
| Qiyunshan shike 齐云山石刻                                                                            | 6-825     | Xiuning xian 休宁县    | Steininschriften des Qiyun Shan (Kreis Xiuning)                                                                                    |      |
| Liu Mingchuan jiuju 刘铭传旧居                                                                        | 6-957     | Feixi xian 肥西县      | Ehemaliger Wohnsitz von Liu Mingchuan (Kreis Feixi)                                                                                |      |
| Li shi zhuangyuan 李氏庄园                                                                            | 6-958     | Huoqiu xian 霍邱县     | Residenz der Familie Li (Kreis Huoqiu)                                                                                             |      |
| Feng Yuxiang jiuju 冯玉祥旧居                                                                         | 6-959     | Chaohu shi 巢湖市      | Ehemaliger Wohnsitz von Feng Yuxiang (Chaohu)                                                                                      |      |
| Banta baowei zhan jiuzhi 半塔保卫战旧址                                                               | 6-960     | Lai’an xian 来安县     | Stätte der Verteidigung von Banta im Anti-japanischen Krieg (1940) (Kreis Lai’an)                                                  |      |
| Huaihai zhanyi zong qianwei he Huadong yezhanjun zhihuibu jiuzhi 淮海战役总前委和华东野战军指挥部旧址 | 6-961     | Suixi xian 濉溪县      | Ehemalige Stätte des leitenden Frontkomitees der Huai-Hai-Operation und der Befehlsstelle der Ostchina-Feldarmee (Kreis Suixi)     |      |